# 식도절제술
식도절제술(esophagectomy, oesophagectomy) 또는 식도절제, 식도적출은 식도의 전체 또는 일부를 수술로 제거하는 것이다. 주로 식도암 환자에서 암이 다른 신체 부위로 전이하기 전에 암을 발견하였을 때 식도를 절제한다. 초기 암 단계에서 식도절제술을 시행하면 치료 확률이 높아진다. 기술과 수술 후 치료가 크게 발전하여 왔으나 식도암의 장기 생존율은 여전히 좋지 못한 편에 속한다. 말기 암에서는 화학요법과 방사선 치료 등을 복합적으로 이용한다. 한편 식도폐쇄증, 부식성 물질로 인한 식도의 손상, 식도이완불능증 등의 양성 질환에서도 식도절제술을 간혹 수행하기도 한다.
수술 후에 환자가 정상적인 식사를 하기 힘들어 할 수 있으므로 더 부드러운 음식을 먹고, 식사 중에 액체 섭취를 피하며, 식사 후 1~3시간 정도 바로 선 자세로 있어야 할 수 있다. 삼킴장애가 흔히 나타나며 환자들은 음식을 먹을 때 잘게 씹어서 먹도록 권장한다. 명치 부위에 통증을 호소하는 경우도 있는데 이는 음식을 조금씩 먹어서 어느 정도 해소할 수 있다. 산성을 띠거나 크기가 크고 지방질인 음식을 먹지 못하는 등 역류로 인한 증상은 심각하게 나타날 수 있다. 수술 중 공장으로 영양관을 삽입하여, 정상적인 식사를 할 수 있게 되기 전에 일시적으로 영양을 공급하는 경로로 이용할 수 있다.

## 분류

식도와 위의 절제 전후를 보여주는 모식도

식도절제술에는 두 가지 주된 종류가 있다.
- 경열공 식도절제술(transhiatal esophagectomy, THE)은 목과 배에서 동시에 진행한다.[1]
- 경흉부 식도절제술(transthoracic esophagectomy, TTE)은 가슴을 열어서 진행한다.

대부분의 경우에서 위를 목으로 이식하여 원래 식도가 있던 자리를 차지하도록 한다. 간혹 절제된 식도를 환자의 결장과 같은 다른 좁은 관 모양 구조를 이용하여 대체하기도 한다.
또 다른 선택지로는 복강경이나 흉강경을 이용하여 수행하여 최소한으로 환자의 몸을 절개하는 최소침습수술(MIS)이 있다.